# Michael Butterworth (Schriftsteller, 1924)
John Michael „Mike“ Butterworth (geboren am 10. Januar 1924 in Nottingham; gestorben am 4. Oktober 1986) war ein britischer Schriftsteller und Comicautor. Er verfasste unter eigenem Namen und verschiedenen Pseudonymen eine Reihe von Kriminalromanen. Bekannt ist er darüber hinaus als Autor der Fantasy-Comicserie Trigan.

## Bibliografie
Trigan-Comicserie
- The Trigan Empire (1978; mit Don Lawrence)

Romane
- With Kennedy (1966; als Carola Salisbury)
- The Soundless Scream (1967)
  - Deutsch: Der lautlose Schrei : Kriminal-Thriller. Übersetzt von Rudolf Rocholl. Heyne-Bücher #1303, München 1968, DNB 456245596. Auch als: Der lautlose Schrei : Psycho-Thriller. Übersetzt von Ilse Bezzenberger. Ullstein-Buch #10112, Frankfurt/M., Berlin und Wien 1981, ISBN 3-548-10112-7.
- Walk Softly in Fear (1968)
- Vanishing Act (1970)
  - Deutsch: Mit Leichen spielt man nicht : Klassischer Krimi. Übersetzt von Franz Kiel. Ullstein-Bücher #1892, Frankfurt/M., Berlin, Wien 1978, ISBN 3-548-01892-0.
- Flowers For a Dead Witch (1971)
  - Deutsch: Blumen für eine tote Hexe : Klassischer Krimi. Übersetzt von Sigrid Kellner. Ullstein-Bücher #1933, Frankfurt/M., Berlin, Wien 1978, ISBN 3-548-01933-1.
- The Black Look (1972)
  - Deutsch: Herzdame in Schwarz : Psycho-Thriller. Übersetzt von Sabine Reinhardt. Ullstein-Bücher #1854, Frankfurt/M., Berlin, Wien 1977, ISBN 3-548-01854-8.
- Villa On the Shore (1973)
  - Deutsch: Grauen unter Zypressen : Klassischer Krimi. Übersetzt von Edith Massmann. Ullstein-Bücher #1904, Frankfurt/M., Berlin, Wien 1978, ISBN 3-548-01904-8.
- The Man in the Sopwith Camel (1974)
- Dark Inheritance (1975; als Carola Salisbury)
- The Pride of the Trevallions (1975; als Carola Salisbury)
- Festival! (1976)
  - Deutsch: Der letzte Song ist für den Tod : Action-Thriller. Übersetzt von Martin Lewitt. Ullstein-Bücher #1874, Frankfurt/M., Berlin, Wien 1978, ISBN 3-548-01874-2.
- Remains to Be Seen (1976)
  - Deutsch: Leichen erhalten die Freundschaft : Action-Thriller. Übersetzt von Ute Tanner. Ullstein-Buch #10084, Frankfurt (M), Berlin und Wien 1981, ISBN 3-548-10084-8.
- Dolphin Summer (1977; als Carola Salisbury)
- Schloss Mallion (1977; als Carola Salisbury)
- The Winter Bride (1978; als Carola Salisbury)
- X Marks the Spot (1978)
  - Deutsch: Lösegeld für Marx : Action-Thriller. Übersetzt von Ute Tanner. Ullstein-Bücher #1975, Frankfurt/M., Berlin, Wien 1979, ISBN 3-548-01975-7.
- Fangs (1980)
- The Shadowed Spring (1980; als Carola Salisbury)
- The Ripper (1981)
- Count Vronsky’s Daughter (1981; als Carola Salisbury)
- Child of Hell (1982)
- An Autumn in Araby (1983; als Carola Salisbury)
- The Man Who Broke the Bank at Monte Carlo (1983)
- Daisy Friday (1984; als Carola Salisbury)
- Certain Splendour (1985; als Carola Salisbury)
- A Virgin on the Rocks (1985)
- The Five Million Dollar Prince (1986)
- Lure of Sweet Death (1986; als Sarah Kemp)
- Woman in Grey (1987; als Carola Salisbury)